# Equulites absconditus
Equulites absconditus är en fiskart som beskrevs av Prosanta Chakrabarty och Sparks 2010. Equulites absconditus ingår i släktet Equulites och familjen Leiognathidae. Inga underarter finns listade i Catalogue of Life.